# Pavilon M
Pavilon M (dříve známý též jako Pavilon Vöest-Alpine) se nachází na brněnském výstavišti, jihovýchodně od pavilonu F. Tento malý pavilon byl vybudován v 70. letech 20. století jako první objekt na brněnském výstavišti, který vznikl na základě zahraniční investice pro prezentaci firmy, která prodávala především ocel.[zdroj?]
Lokalita objektu (v blízkosti Bauerova zámečku) byla zvolena proto, že se kolem objektu nenacházely větší plochy, kde by malý pavilon mohl překážet výstavbě případných dalších větších areálů. Osmiboký pavilon je zavěšen na čtyřech ocelových sloupech.
Původně se jednalo o dočasnou stavbu, kterou získal později provozovatel veletrhů a užíval ji k různým účelům. Přízemí o ploše 110 m2 slouží jako výstavní plocha, zatímco horní patro s téměř dvojnásobnou plochou je členěno jako kanceláře. Přestože se jedná o nejmenší pavilon na výstavišti, který je nabízen různým subjektům, jeho specifikem je, že jej lze celý zatemnit. Pavilon obklopuje ve směru jihozápad-severovýchod úzká volná plocha.